# Lake City, Pennsylvania
Lake City là một thị trấn thuộc quận Erie, tiểu bang Pennsylvania, Hoa Kỳ. Năm 2010, dân số của thị trấn này là 3031 người.